# Colonisation hospitalière des Amériques
La colonisation hospitalière en Amérique s’étendit sur une brève période de 14 ans, entre 1651 et 1665, durant laquelle les Hospitaliers de l'ordre de Saint-Jean de Jérusalem possédaient quatre colonies des Antilles : Saint-Christophe, Sainte-Croix, Saint-Barthélemy et Saint-Martin.

## Histoire

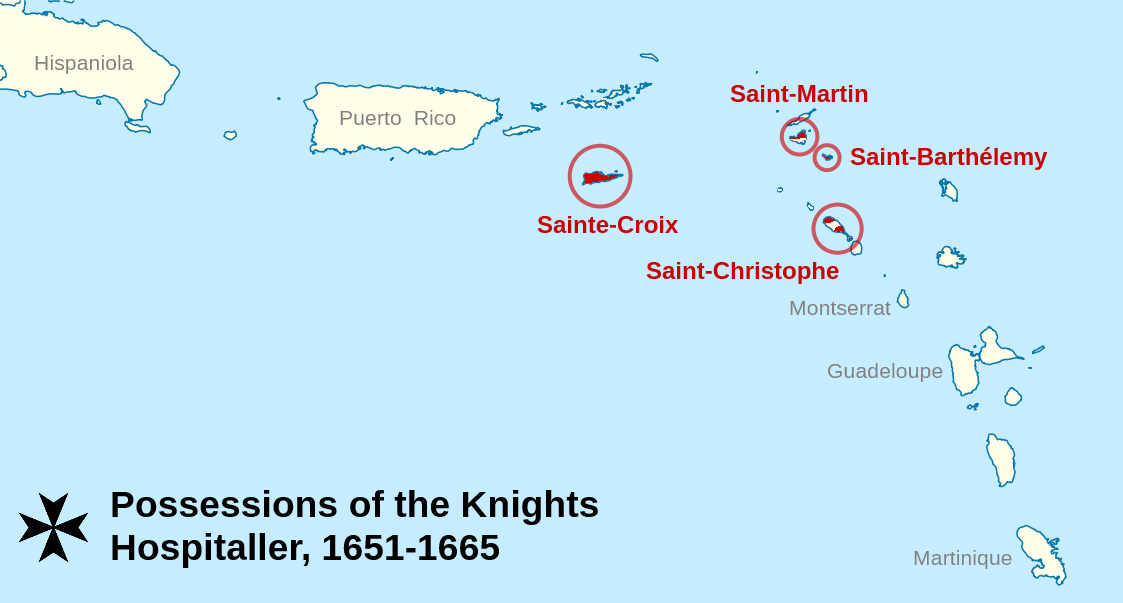
Possessions hospitalières dans les Caraïbes.

En 1651, à la suite de la dissolution de la compagnie des îles d'Amérique, il est procédé à la vente de ses droits d'exploitation à divers partis. Le frère Philippe de Longvilliers de Poincy, gourverneur de Saint-Christophe depuis 1638, convainc le grand maître Jean-Paul de Lascaris-Castellar d'acheter des colonies,.
La présence des Hospitaliers dans les Caraïbes est née de la relation étroite de l'Ordre avec la présence de nombreux membres en tant qu'administrateurs français aux Amériques. Poincy, qui était à la fois chevalier de Malte et gouverneur des colonies françaises des Caraïbes, fut le personnage clé de leur brève colonisation. En 1651, l'Ordre achète ainsi les colonies de Saint-Christophe, Sainte-Croix, Saint-Barthélemy et Saint-Martin.
À la mort de Philippe de Longvilliers de Poincy en 1660, l'Ordre hérite de ses plantations et des centaines d'esclaves qui y travaillent,.
En 1665, sous la pression de Colbert, les Hospitaliers vendent leurs droits sur les îles à la jeune compagnie française des Indes occidentales, mettant ainsi fin à leur projet colonial.

### Gouverneurs hospitaliers à Saint-Christophe
- Philippe de Longvilliers de Poincy (1651 – 1660)
- Charles Jacques Huault de Montmagny (1653 – 1657, de jure)
- Charles de Sales (1660 – 1666)

## Héritage

Armoiries actuelles de Saint-Barthélemy.

Dans les différentes îles, le souvenir de la courte période d'occupation hospitalière est plus ou moins présente. La domination de Philippe de Longvilliers de Poincy sur Saint-Christophe est resté vive pour le spectacle de ses esclaves domestiques tous vêtus de l’emblème des Hospitaliers. Sur Sainte-Croix, on peut souvent se référer aux « sept drapeaux » de l’histoire de l’île, en comptant les Hospitaliers, les États-Unis et cinq nations européennes qui l’ont gouvernée. Les armoiries de Saint-Barthélemy représente en leur centre une croix de Malte sur une fasce de gueules (rouge), représentant la période de la colonisation hospitalière.